# Cricotopus pillosellus
Cricotopus pillosellus är en tvåvingeart som beskrevs av Lars Zakarias Brundin 1956. Cricotopus pillosellus ingår i släktet Cricotopus och familjen fjädermyggor. Inga underarter finns listade i Catalogue of Life.